# Wiktor Bross
Wiktor Bross (ur. 5 sierpnia 1903 w Witkowie, zm. 19 stycznia 1994 w Katowicach) – polski chirurg, profesor doktor habilitowany medycyny. Pionier torakochirurgii i współtwórca kardiochirurgii polskiej.

## Życiorys
Urodził się w rodzinie Konstantego (nauczyciela) i Heleny z domu Knast. Absolwent Państwowego Gimnazjum im. Bolesława Chrobrego w Gnieźnie, gdzie w 1922 zdał maturę. Studiował najpierw na Wydziale Lekarskim Uniwersytetu Poznańskiego (1922–1924), następnie na Wydziale Lekarskim Uniwersytetu Jana Kazimierza we Lwowie, gdzie w 1928 uzyskał dyplom doktora wszech nauk lekarskich. Po studiach odbył staż w Szpitalu św. Józefa w Poznaniu (1 października 1928–28 lutego 1929) a następnie praktykował w Szpitalu św. Elżbiety w Katowicach (2 marca 1929–30 kwietnia 1929). 1 maja 1929 otrzymał zaświadczenie o uprawnieniu do wykonywania praktyki lekarskiej i został lekarzem w katowickim szpitalu (gdzie pracował do 20 marca 1930). W sierpniu 1929 w Katowicach przeprowadził swoją pierwszą operację. W 1930 wrócił do Lwowa gdzie otrzymał etat sekundariusza na Oddziale Chirurgicznym Szpitala Powszechnego. Oddział ten prowadzony był przez prof. Tadeusza Ostrowskiego. 
W czerwcu 1932 został asystentem w I Klinice Chirurgii Uniwersytetu Jana Kazimierza po objęciu stanowiska dyrektora kliniki przez prof. Tadeusza Ostrowskiego, następnie również równolegle w II Klinice Chirurgii, pełnił funkcję starszego asystenta I Kliniki Chirurgii UJK, a we wrześniu 1938 został mianowany docentem. Następnie uzyskał stopień doktora habilitowanego i został kierownikiem I Kliniki Chirurgii.
W okresie lwowskim mieszkał na terenie kliniki, dzięki czemu uczestniczył w wielu operacji i co jednocześnie odciążało budżet z konieczności opłacania wynajmu mieszkania. W czasie pracy w I Klinice Chirurgii wielokrotnie wyjeżdżał do zagranicznych ośrodków klinicznych. W 1933 i 1934 przebywał w klinice prof. Martina Kirschnera w Heidelbergu. Jesienią 1935 przebywał 3 miesiące w Berlinie u prof. Ferdinanda Sauerbrucha, w 1936 w Londynie w Brompton Hospital.
W czasie wojny, będąc po ślubie z Martą z domu Łejszczijówną, początkowo przebywał we Lwowie i do 20 czerwca 1941 pracował jako p.o. kierownika Kierownika Kliniki Chirurgii Propedeutycznej Instytutu Medycznego we Lwowie, prowadząc jednocześnie wykłady i ćwiczenia dla studentów tego instytutu. Po wkroczeniu Niemców wyjechał do Strzelbowa k. Starego Sambora. Zimą 1942 wobec zagrożenia zamachami na Polaków ze strony ukraińskich nacjonalistów powrócił do Lwowa wraz z żoną. Tam też urodził się ich syn Krzysztof Konstanty.
Latem 1944 w związku ze zbliżającym się frontem cała rodzina przeniosła się do Iwonicza, w którym założył przyfrontowy szpital dla okolicznej ludności. Następnie przenieśli się do Rzeszowa, gdzie Wiktor Bross 1 października 1944 rozpoczął pracę w szpitalu Ubezpieczalni Społecznej, w którym pracował do końca marca 1945.
Po wojnie zamieszkał w Katowicach i od 1 kwietnia 1945 pracował jako ordynator oddziału chirurgicznego Szpitala Ubezpieczalni Społecznej przy ul. Francuskiej 20–24. Wraz z innymi pracownikami Uniwersytetu Jana Kazimierza otrzymał propozycję pracy w tworzonym wówczas Wydziale Lekarskim Uniwersytetu i Politechniki we Wrocławiu, którą przyjął. 1 stycznia 1950, w momencie przekształcenia wydziału w samodzielną uczelnię, rozpoczął pracę jako profesor nadzwyczajny Akademii Medycznej na Wydziale Lekarskim.
We Wrocławiu stworzył „Wrocławską Szkołę Chirurgiczną”, do której należeli profesorowie: Antoni Aroński, Henryk Kuś, Eugeniusz Rogalski, Tadeusz Orłowski, Anatol Kustrzycki, Ryszard Kocięba, Tadeusz Czereda i inni.
Był wieloletnim kierownikiem II Katedry i Kliniki Chirurgii Akademii Medycznej we Wrocławiu. W 1955 wykonał pierwszą komisurotomię mitralną na zamkniętym sercu we Wrocławiu. W 1958 wykonał pierwszą w Polsce operację na otwartym sercu, podczas której w powierzchniowej hipotermii zamknął ubytek w przegrodzie międzyprzedsionkowej.
W 1958 odbył trzymiesięczną podróż naukową do USA odwiedzając wiele wiodących ośrodków poznał wielu wybitnych amerykańskich chirurgów i ich techniki operacyjne (Clarence Lillehei, John W. Kirklin, Alfred Blalock, Robert E. Gross).

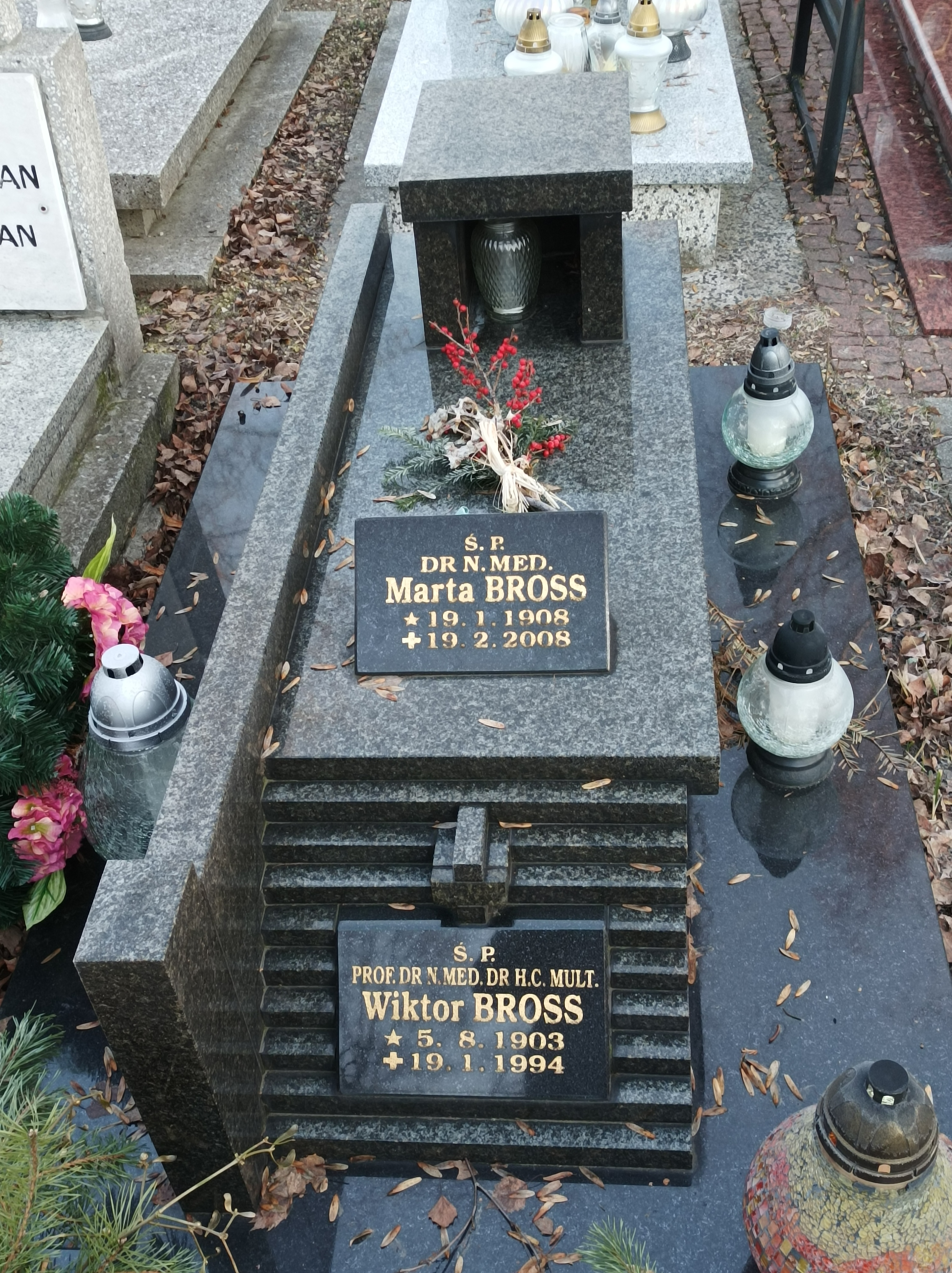
Grób prof. Wiktora Brossa na cmentarzu przy ul. Francuskiej w Katowicach

31 marca 1966 wykonał pierwsze przeszczepienie nerki pobranej od żywego dawcy w Polsce, w skład zespołu transplantacyjnego wchodzili Waldemar Kozuschek, Zdzisław Wiktor, Tomasz Szepietowski.
Był członkiem PAN – od 1971 członkiem korespondentem, od 1986 członkiem rzeczywistym.

## Publikacje książkowe
- Zgorzel samoistna. Patogeneza i leczenie chirurgiczne w świetle badań klinicznych i doświadczalnych (1936)
- Chirurgia. Część I: Schorzenia chirurgiczne głowy i szyi. Część II: Schorzenia chirurgiczne narządów klatki piersiowej (1952, 1957, z S. Kaczorowskim)
- Odma zewnątrzpłucnowa w leczeniu gruźlicy płuc (1955, z T. Garbińskim)

## Rodzina
Żona Marta Bross z domu Łeszczijówna (ur. 19 stycznia 1908, zm. 19 lutego 2008) była doktorem nauk medycznych, lekarzem anatomem, w latach trzydziestych XX w. asystentką w Zakładzie Anatomii Opisowej (Uniwersytet Jana Kazimierza we Lwowie). 
Syn Krzysztof Konstanty (ur. 19 czerwca 1943) jest inżynierem, obecnie prowadzący gospodarstwo rolne i agroturystykę w Teleśnicy Sannie nad Jeziorem Solińskim. 
Wiktor Bross miał dwie siostry i czterech starszych braci. Kazimierz Bross (ur. 4 lutego 1894 w Witkowie, zaginął 1939) był profesorem medycyny i redaktorem czasopism naukowych w Poznaniu, m.in. czasopisma „Patologia”, zaginął i prawdopodobnie zginął w 1939 podczas kampanii wrześniowej; Stanisław Bross (ur. 17 października 1895 w Witkowie; zm. 1982) był księdzem infułatem, więźniem obozu koncentracyjnego w Dachau, ordynariuszem Archidiecezji Gnieźnieńskiej w okresie więzienia Stefana Wyszyńskiego, którego był sekretarzem;  Stefan Bross (1898–1945) był doktorem nauk weterynaryjnych, więziony w obozie w Stutthofie, zmarł wkrótce po jego opuszczeniu; Marian Bross (ur. 2 października 1900 w Witkowie, zm. 1940) był powstańcem wielkopolskim, podporucznikiem rezerwy piechoty Wojska Polskiego, adwokatem, notariuszem a do 1939 wiceburmistrzem Żnina, prawdopodobnie został zamordowany w Katyniu.
Jego bratankiem jest prof. Tadeusz Bross, syn Mariana.

## Ordery i odznaczenia
- Order Sztandaru Pracy I klasy[30]
- Krzyż Komandorski z Gwiazdą Orderu Odrodzenia Polski (1974)[31]
- Krzyż Oficerski Orderu Odrodzenia Polski (9 lipca 1954)[32]
- Złoty Krzyż Zasługi (22 lipca 1947)[33]
- Medal 10-lecia Polski Ludowej (16 lipca 1955)[34]

## Nagrody i wyróżnienia
- Nagroda Państwowa III stopnia za osiągnięcia w zakresie chirurgii doświadczalnej (1952)[35]
- tytuły doktora honoris causa Uniwersytetu Wrocławskiego, Akademii Medycznej we Wrocławiu i Akademii Medycznej w Katowicach.